# Maravillas (gaztetxe)
El Maravillas és un gaztexte (o casal social) ubicat des del 2017 al Palau del Marqués de Rozalejo, al centre de Pamplona. El 17 d'agost de 2018 va ser desallotjat per la Policia Foral i la Policia Nacional però membres del col·lectiu el van tornar a ocupar al mateix dia.
El 2 de desembre de 2017, en la inauguració oficial del gaztetxe del nucli antic de Pamplona, es va fer saber que el nom d'aquest centre seria Maravillas en honor de Maravillas Lamberto, una de les víctimes de la Guerra Civil a Navarra quan amb prou feines havia complert els catorze anys. En l'acte d'inauguració en què se'n va fer públic el nom, hi participà la germana de Maravillas, Josefina, que n'agraí la dedicació entenent que la memòria històrica és necessària perquè no s'oblidin els crims comesos en el passat.

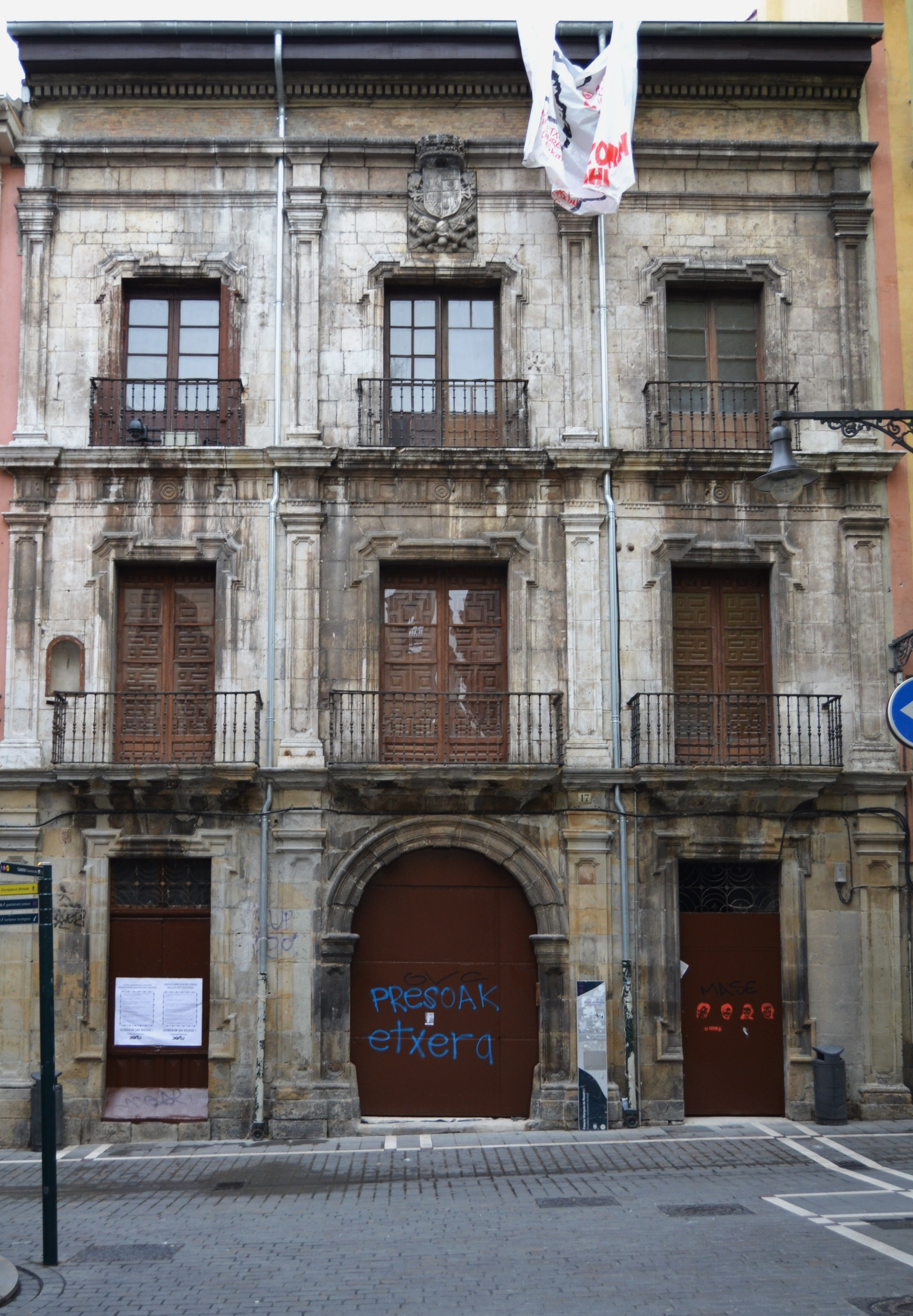
Palau del Marqués de Rozalejo, on es troba el gaztetxe Maravillas

A través del auzolan —treball comunal— la joventut i els col·lectius del barri van convertir l'espai en un centre social. Les diferents habitacions del palau es van convertir en un menjador social, una taverna, una biblioteca, una aula on s'imparteixen classes d'èuscar o un banc d'aliments solidari.
Al juliol de 2018 el govern de Navarra de Geroa Bai, liderat per Uxue Barkos, va demanar el desallotjament del Maravillas com a mesura cautelar a través del Servei de Patrimoni al·legant que a l'edifici hi havia d'anar l'Institut de Memòria Històrica. Això va provocar tensió entre el partit i EH Bildu, els seus socis de govern, que van criticar fortament la decisió i van posar en valor la feina del gaztetxe dins del teixit associatiu del nucli antic de Pamplona.
Sota l'amenaça d'un desallotjament imminent, el gaztetxe va afirmar en un comunicat que estaven oberts al diàleg, i que tornarien a obrir les portes, així com que convocaven una manifestació de suport el dia 25 d'agost. Finalment, la matinada del 17 d'agost, la Policia Foral i la Policia Nacional van desallotjar l'edifici, en la que seria una jornada d'intenses càrregues policials i que acabaria amb 22 persones identificades. A la mateixa nit, el palau seria reocupat per membres del col·lectiu.
Les reaccions dels partits polítics van ser molt diverses: d'una banda el Partit Popular de Navarra, el Partit Socialista de Navarra i la Unió del Poble Navarrés van celebrar el desallotjament alegrant-se que es posés fi a una ocupació que consideraven il·legal i felicitant la policia per la seva bona actuació. Per la seva banda, Podemos de Navarra va desitjar que l'edifici s'acabés destinant a un projecte amb finalitats socials i Geroa Bai justificava el desallotjament al·legant que s'havia fet seguint ordres judicials. Finalment, els partits Sortu, EH Bildu i Orain Bai van denunciar el desallotjament i la violenta acció policial.
Uns anys abans, en la mateixa ciutat, s'havia viscut un desallotjament molt similar, el del gaztetxe Euskal Jai, en actiu entre 1994 i 2004. En aquest cas va ser Unió del Poble Navarrés qui estava al poder en el moment del desallotjament.